# أحمد يونس
أحمد يونس سالم يونس هو مذيع راديو وتلفزيون مصري، من مواليد 30 يناير 1981، متزوج ولديه ثلاث أبناء، حاصل على ليسانس آداب قسم لغة إنجليزية، بدأ عمله في مجال الإعلام كمعد للبرامج.
كان من أوائل المذيعين الذين انطلقوا مع بداية الإذاعة المصرية الشهيرة نجوم إف إم عام 2003، كانت فقرة «نص ساعة مع أحمد يونس» هي أول ما أذاع على نجوم إف إم، ثم بدأ تقديم برنامج عالقهوة في 2009 من الساعة ال12 منتصف الليل وحتى ال3 فجرا أيام الاثنين والأربعاء والخميس والجمعة، وكان أيضاً يقدم برنامج «حياتنا» مع سعد الدين الهلالي على نجوم إف إم، ولكنه توقف عن تقديمه في أواخر عام 2014 لأسباب غير معروفة، وأصبح سعد الدين الهلالي يقدمه منفرداً. وبعدها انتقل للعمل في اذاعة (الراديو 9090) وبدأ تقديم برنامجه الشهير «كلام معلمين» في 3 نوفمبر 2015 بعد استقالته من نجوم أف أم وهو مستمر في تقديمه حتى الآن، وبالاضافة إلى كلام معلمين وصباحك ومطرحك على الراديو 9090 يقدم أحمد يونس برنامجه التلفزيوني أتوبيس السعادة على فضائية dmc.

## برامجه الإذاعية
قدم أحمد يونس العديد من البرامج منها التلفزيوني ومنها الإذاعي.
- كانت بداياته هي فقرة «نص ساعة مع أحمد يونس» مع زميله مروان قدرى.
- ثم قدم برنامج «متفوتش لحظة».
- و انتقل بعدها لبرنامج «زيرو ثلاث لينكات».
- وبرنامج «يا مزيكاتي يا نوكيا».
- ثم انتقل لتقديم برنامج عيش صباحك لمدة عامين.. بعدها ترك البرنامج والقناة في عام 2007.
- عاد أحمد يونس لنجوم إف إم وقدم برنامجه الشهير «عالقهوة» عام 2009.
- قام يونس بتقديم برنامج «شغل عيال» مع ابنة أخيه «ندى».
- و قدم أيضا برنامج صباحى «بدرى من يومك».
- في عام 2008 أسس أحمد يونس قناة راديو صوتكم على الإنترنت والتي توقفت بعد فترة قصيرة من انطلاقها لأسباب تسويقية
- بعد استقالته من نجوم أف أم في عام 2015 انتقل إلى محطة إذاعة أخرى تدعى براديو 9090.
- يقدم «فقرة قصص الرعب» وايضاٌ «ملفات سرية» تابعة لقصص الرعب ويحكى انها واردة من مراجع وكتب عديدة.
- افتتح المذيع أحمد يونس مقهى خاص به اسماه «قهوة المعلم» في حى المهندسين بمحافظة الجيزة.